# Kindermund
Aus Kindermund nennt man inkorrekte Äußerungen, zum Teil auch Wortschöpfungen, Versprecher oder Wortverwechslungen, von Kindern, welche von anwesenden Erwachsenen als humoristisch oder tiefsinnig (fehl-)interpretiert werden. Solche Aussprüche oder Fragen von Kindern erheitern oft zuhörende Erwachsene – insbesondere Menschen aus dem unmittelbaren Umfeld wie z. B. Eltern oder Geschwister. Menschen ohne Kinder im unmittelbaren Umfeld fühlen sich durch Zitate solcher Aussprüche oft an ihre eigene Kindheit oder Elternzeit erinnert.

## Humoristische Verwendung
Manche Familienzeitschriften oder Wochenblätter haben eigene Rubriken für solche von den Lesern eingesendeten Bonmots.
Außerdem gibt es diverse Bücher aus der Kategorie „Kindermund“, etwa „Ich werde Rentner wie mein Opa“.
Auch sammeln diverse Internetseiten solche Stilblüten.

### Beispiele
Beispiele für in Zeitschriften abgedruckten „Kindermund“ sind:
- „Die Anna isst aber schmatzig!“
- oder aus einem Schulaufsatz: „Bevor der Mann seine Angel in den See warf, machte er am Haken einen dicken Köter fest“.  (statt Köder)

Auch tiefsinnige Fragen tauchen auf, etwa nach einem Begräbnis: „Kommt unser Hund dann auch in den Himmel?“

## Kindermund und unverblümte Wahrheit
Ein weiterer Aspekt von Kindermund ist die direkte Äußerung von unverblümter Wahrheit, beispielsweise „Onkel Karl-Heinz, du bist ja noch dicker als Tante Hildegard.“, die ein Kind durch noch fehlendes Taktgefühl oder noch nicht erworbene gesellschaftliche Diplomatie spontan von sich gibt. Solche Äußerungen werden im Umfeld als peinlich wahrgenommen und meist humorvoll überspielt. Dieser Aspekt des Kindermundes wird mit den geflügelten Worten „Kindermund tut Wahrheit kund“ und „Kinder und Narren sagen die Wahrheit“ beschrieben.

## Verwendung zur Diskreditierung von Kindern
In einem anderen Aspekt ist der Begriff Hinweis und Ausdruck für das oft mangelnde Vertrauen von Erwachsenen in die Aussagen von Kindern.
So wird der Begriff mit seiner Konnotation als fehleranfällig und von mangelndem Weltverständnis auch diskreditierend gegenüber den Aussagen von Kindern verwendet.
Dies ist besonders im Bezug auf Missbrauch und Vergewaltigungen äußerst kritisch zu betrachten.
So nannte Pola Kinski die 2013 erschienene Autobiographie ihrer Kindheit und Jugend, in der sie ihrem Vater Klaus Kinski vorwirft, sie über 14 Jahre hinweg sexuell missbraucht und vergewaltigt zu haben, „Kindermund“.